# 哈特菲爾德 (阿肯色州)
哈特菲爾德（英語：Hatfield）是一個位於美國阿肯色州波爾克縣的城鎮。

## 地理
哈特菲爾德的座標為34°29′13″N 94°22′42″W / 34.48694°N 94.37833°W，而該地的平均海拔高度為300米（即984英尺）。

## 人口
根據2020年美國人口普查的數據，哈特菲爾德的面積為3.51平方千米，當中陸地面積為3.46平方千米，而水域面積為0.05平方千米。當地共有人口345人，而人口密度為每平方千米98人。